# Atyriodes figulatum
Atyriodes figulatum là một loài bướm đêm trong họ Geometridae.